# Podocyt
Podocyt je viscerální epiteliální buňka , která obklopuje kapiláry v ledvinových glomerulách v Bowmanově váčku.
Ačkoli různé vnitřní orgány mají také epiteliální vrstvy, název viscerální epiteliální buňky obvykle odkazuje konkrétně na podocyty, což jsou specializované epiteliální buňky, které se nacházejí ve viscerální vrstvě váčku, která tvoří třetí vrstvu, přes kterou probíhá filtrace krve.
Podocyty mají dlouhé tzv. chodidlové procesy zvané pedicely, pro které jsou buňky pojmenovány (podo- + -cyt). Tyto pedicely se táhnou od podocytů až ke kapilárám glomerulu které obklopují a vytvářejí filtrační štěrbiny.

Glomerulus

## Popis a lokalizace
Podocyty jsou buňky v ledvinách, které tvoří výběžky obrůstající stěny kapilár glomerulu v Bowmanově váčku. Tyto kapiláry obsahují velké póry (60 - 90 nm v průměru) a chybí jim membrána. Bowmanův váček filtruje velkou část krevní plazmy a zadržuje velké molekuly, proteiny, a nechává projít např. vodu, aminokyseliny, vitaminy, soli a glukózu, a vytváří tak ultrafiltrát (primární moč).
Tyto buňky vnitřního listu mají tělo opatřené několika primárními výběžky, z kterých vystupují výběžky sekundární zvané pedikly. Tyto sekundární výběžky se přibližují k basální lamině, která je vytvářená podocyty ve spolupráci s endoteliálními buňkami kapilár, proplétají se a nechávají mezi sebou filtrační štěrbiny široké kolem 25 nm, kterými se filtruje krev. Silná basální lamina (asi 0,1 μm) je považována za filtrační bariéru oddělující močový prostor od krve proudící v kapilárách. Těla podocytů a jejich primární výběžky se basální laminy nedotýkají. Pedikly jediného podocytu objímají více než jednu kapiláru.

## Struktury podocytu
Tělo podocytu obsahuje nápadné jádro, dobře vyvinutý Golgiho aparát, hojné drsné a hladké endoplazmatické retikulum, značné lysozomy a mnoho mitochondrií. V typických histologických preparátech podocytu jsou jádra oválná a poměrně euchromatická. Dále cytoplasma podocytů obsahuje četné volné ribosomy, váčky a mikrofilamenta. Vysoká hustota organel v těle podocytu naznačuje vysokou úroveň anabolické i katabolické činnosti.
Na rozdíl od těla buňky, pedikly obsahují jen málo organel, nebo vůbec žádné, v jejich cytoplasmě najdeme jen hojná mikrofilamenta a mikrotubuly. Hlavním strukturním proteinem ve výběžcích je aktin.
Pedicely se ovíjejí kolem kapilár a nechávají mezi nimi štěrbiny. Krev je filtrována přes tyto štěrbiny, známé jako filtrační štěrbina, štěrbinová membrána nebo štěrbinové póry.Aby se podocyty mohly omotat kolem kapilár a správně fungovat, je zapotřebí několik proteinů jako např. nefrin či CD2AP.
Podocyty zvětšují povrch buněk, což umožňuje účinnou ultrafiltraci. Také vylučují a udržují bazální membránu.
Existuje mnoho pokrytých váčků a jamek podél bazolaterální domény podocytů, které naznačují vysokou rychlost vezikulárního přenosu.

## Funkce
Podocyty mají několik funkcí, včetně regulace změn glomerulární basální membrány (GBM), regulace glomerulární filtrace (GFR) a údržby filtrační bariéry.
Když se podocyty stahují, způsobují uzavření filtračních štěrbin. Snížením povrchové plochy dostupné pro filtraci dochází ke sníženírychlosti glomerulární filtrace (GFR)
Podocyty mají primární procesy zvané trabeculae, které se obalují kolem glomerulárních kapilár .Trabekulae mají zase sekundární procesy zvané pedicely. Pedicely se vzájemně prolínají, čímž vznikají tenké mezery zvané filtrační štěrbiny.  Štěrbiny jsou pokryty štěrbinovými membránami, které se skládají z řady proteinů na buněčném povrchu, včetně nefrinu, podokalyxinu a P-kadherinu, které omezují průchod velkých makromolekul, jako je sérový albumin a gama globulin, a zajišťují, že zůstanou v krevním řečišti. Proteiny, které jsou nutné pro správnou funkci štěrbiny, zahrnují nefrin,  NEPH1, NEPH2,  podocin ,CD2AP. a  FAT1.
Podocyty mají dobře vyvinuté endoplazmatické retikulum a velký Golgiho aparát , což svědčí o vysoké kapacitě pro syntézu proteinů a posttranslační modifikace .
V těchto buňkách také rostou důkazy o velkém počtu multivezikulárních těl a dalších lysozomálních složek, což naznačuje vysokou endocytickou aktivitu.
Podocyty vytvářejí mezery, filtrační štěrbiny, které jsou kryty membránou. Tato štěrbinová membrána se skládá z mnoha buněčných povrchových proteinů, včetně nefrinu, podocalyxinu a P-kadherinu, které zajišťují, že velké makromolekuly, jako je sérový albumin a gama globulin, zůstávají v krevním řečišti.
Malé molekuly, jako je voda , glukóza a iontové soli, jsou schopny procházet filtračními štěrbinami a vytvářet ultrafiltrát v tubulární tekutině , který je dále zpracován nefronem za vzniku moči.
- Nefrin je protein potřebný pro funkci ledvinové filtrační bariéry, kterou tvoří endoteliální buňky, glomerulární basální lamina (GBM) a podocyty.
- Podokalyxin je považován za hlavní složku glykokalyxu u podocytů, dále obaluje sekundární výběžky podocytů, pedikly.
- P-kadherin je transmembránový protein, který hraje roli v přilnavosti buněk.

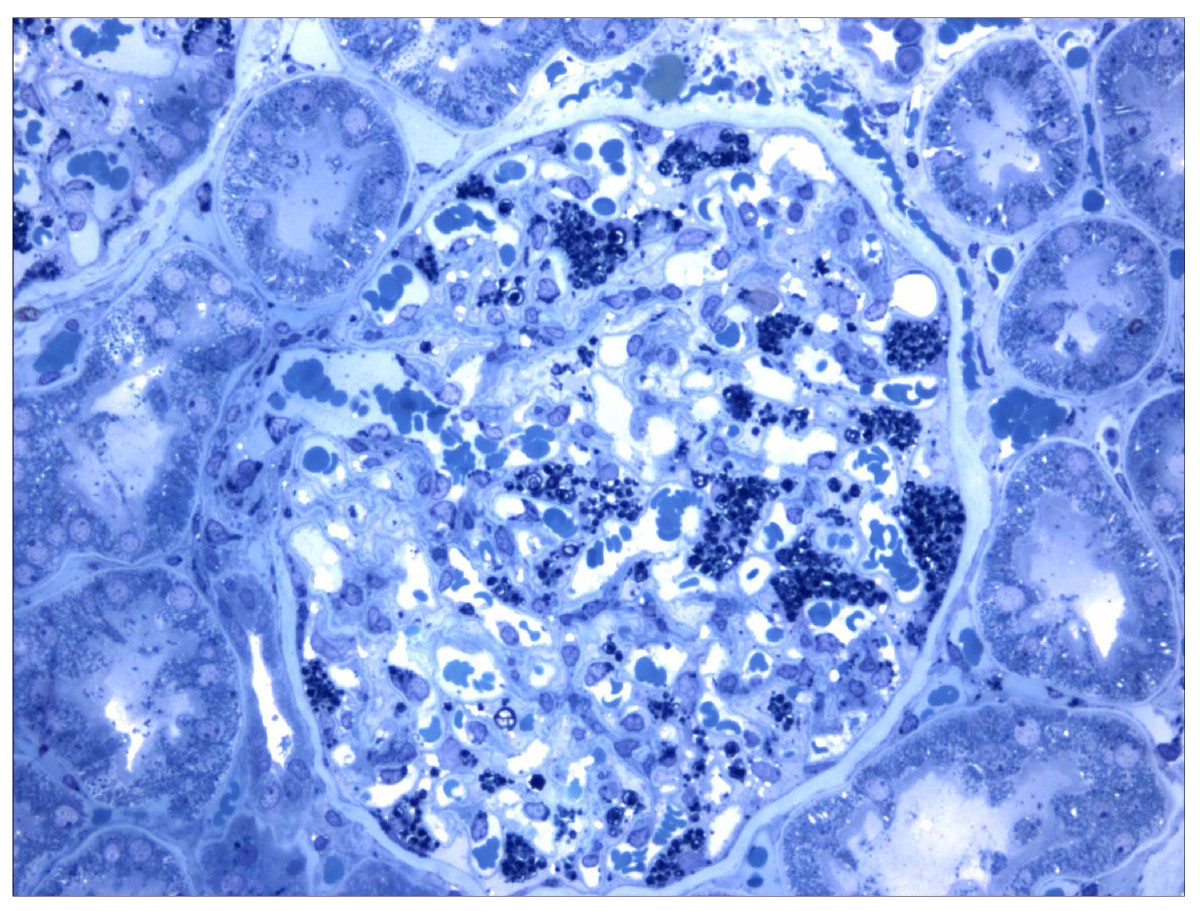
Biopsie ledviny; podocyty jsou fialově zbarvené.

## Klinický význam
Ztráta chodidlových procesů podocytů (tj. Zeslabení podocytů) je charakteristickým znakem nemoci s minimálními změnami , které se proto někdy říká choroba nožního procesu .
Narušení filtračních štěrbin nebo destrukce podocytů může vést k masivní proteinurii, kde se z krve ztrácí velké množství bílkovin.
Příkladem toho je vrozená porucha nefrózy finského typu , která je charakterizována neonatální proteinurií vedoucí k terminálnímu selhání ledvin . Bylo zjištěno, že toto onemocnění je způsobeno mutací genu pro nefrin .
Přítomnost podocytů v moči byla navržena jako časný diagnostický marker preeklampsie.

## Patologie
Mutace v proteinech
Když se kojenci narodí s určitými defekty proteinů, jako jsou nefrin a CD2AP , jejich ledviny nemohou fungovat. Lidé mají variace v těchto proteinech a některé mohou být později náchylné k selhání ledvin. Nephrin je protein podobný zipu, který tvoří štěrbinovou membránu, mezery mezi zuby zipu jsou dostatečně velké, aby umožnily průchod cukru a vody, ale příliš malý na to, aby umožnil průchod proteinů. Za vrozené selhání ledvin jsou zodpovědné vady nefrinu. CD2AP reguluje cytoskeleton podocytů a stabilizuje štěrbinovou membránu .

### Proteinurie
Glomerulární filtrace zabraňuje všem plazmatickým bílkovinám vstoupit do močového prostoru, zatímco vodě a malým molekulám dovoluje mimořádně vysokou propustnost. Podocyty udržují velkou filtrační plochu přes štěrbinovou membránu. Udržení plazmatických bílkovin v krvi je pro život nezbytné. Proteinurie je charakteristickým znakem glomerulárního poškození, což může předvídat progresi onemocnění ledvin, čím vyšší je obsah bílkovin v moči, tím rychlejší je průběh a závažnost onemocnění. V zásadě může být proteinurie způsobena poruchou podocytů, endoteliálních buněk, GBM nebo změnami negativně nabitých proteinů nalézajících se ve všech těchto třech složkách glomerulární (ledvinné) filtrační bariéry.
Renální (ledvinnou) proteinurii rozdělujeme podle postižené části nefronu na glomerulární, tubulární a smíšenou.

### Kongenitální nefrotický syndrom finského typu
Tento vrozený nefrotický syndrom je charakterizován novorozeneckou proteinurií, která vede k selhání ledvin. Bylo zjištěno, že může být způsobena mutací genu nephrinu. Jejími příznaky mohou být významná ztráta bílkovin do moči (často s tvorbou pěny), pokles normálních hodnot bílkovin v krvi, tvorba výrazných otoků (dolní i horní končetiny, oční víčka), zvýšená hladina tuků v krvi .Je nebezpečný zejména svými možnými komplikacemi, kterými jsou infekce, tromboembolické příhody či akcelerovaná ateroskleróza.